# Сидунець Володимир Володимирович
Володи́мир Володи́мирович Сидунець (нар. с. Неньковичі, Рівненська область) — український військовослужбовець, старший лейтенант Збройних сил України, учасник російсько-української війни.

## Життєпис
Під час російського вторгнення в Україну 2022 року підрозділ старшого лейтенанта Володимира Сидунця влаштував вогневу засідку на колону техніки противника в районі населеного пункту Припутні Прилуцького району Чернігівської області. У результаті було знищено дивізіон ракетних комплексів «Іскандер».

## Нагороди
- звання Герой України з врученням ордена «Золота Зірка» (16 березня 2022) — за особисту мужність і героїзм, виявлені у захисті державного суверенітету та територіальної цілісності України, вірність військовій присязі[3].